# Dreifaltigkeitskirche (Burgau)

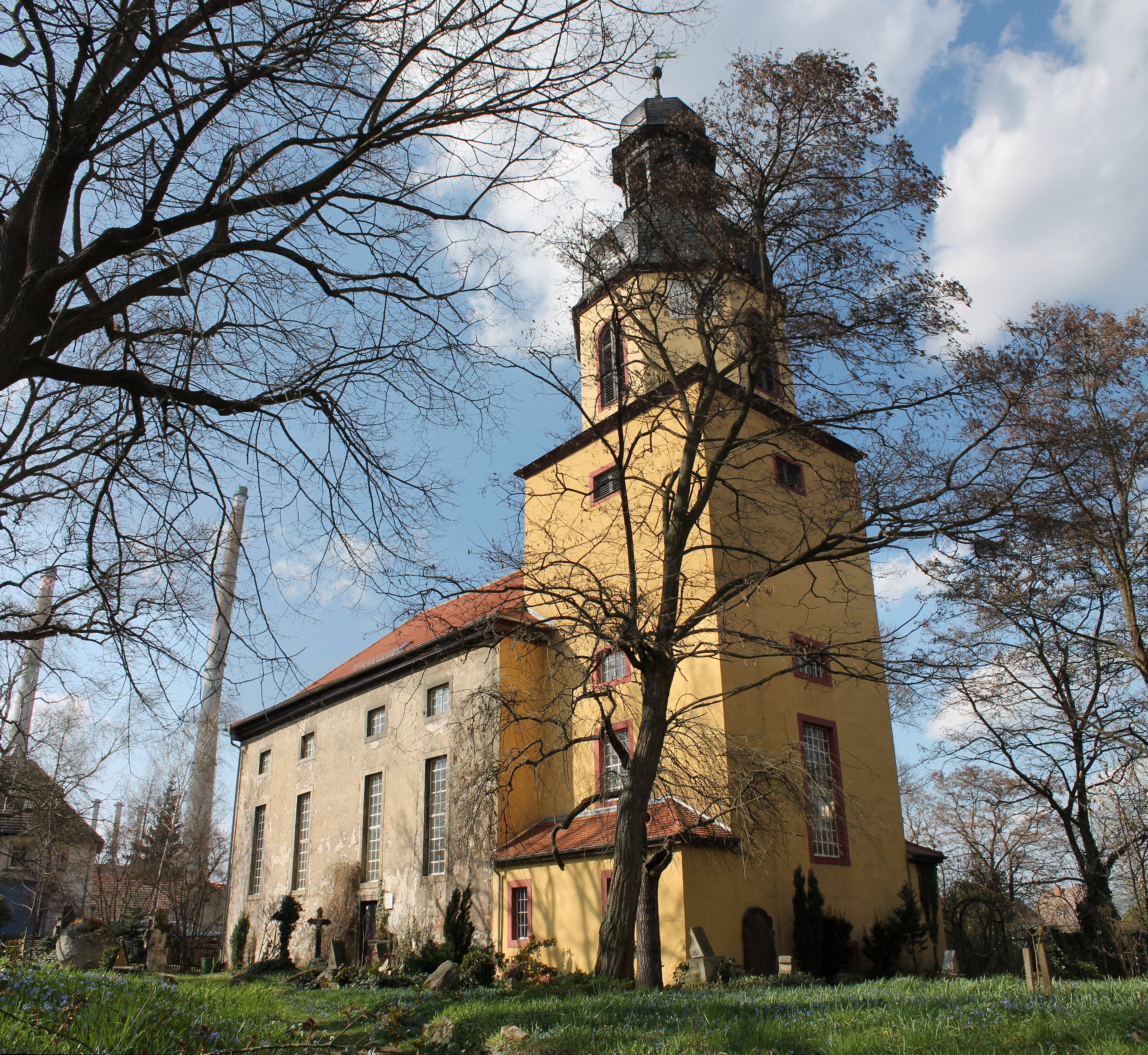
Die Kirche (2014)

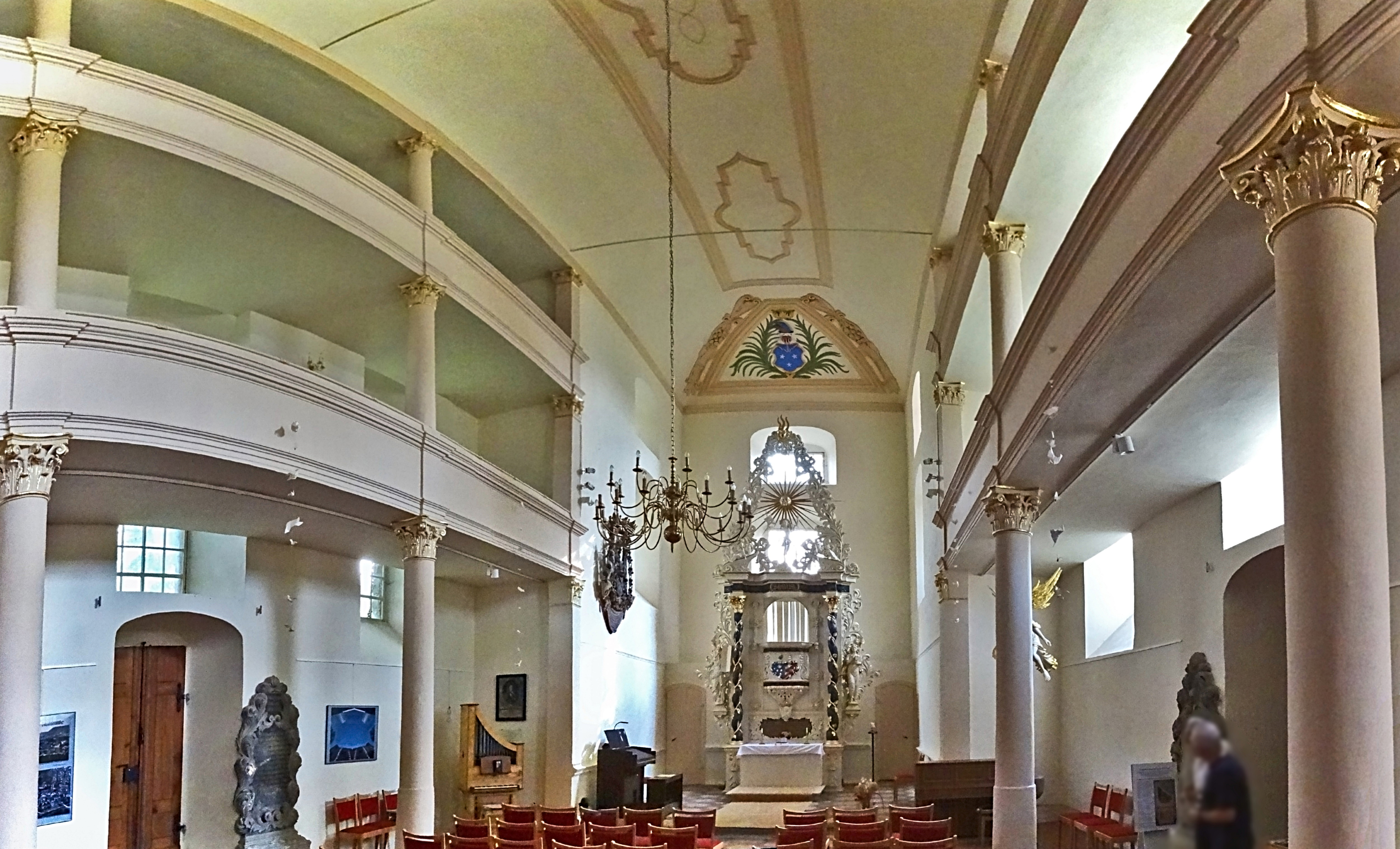
Innenansicht Blick zum Altar

Die evangelische Dreifaltigkeitskirche steht im Stadtteil Burgau der Stadt Jena in Thüringen. Sie gehört zum Seelsorgebezirk Jena-Süd des Kirchenkreises Jena im Bischofssprengel Erfurt der Evangelischen Kirche in Mitteldeutschland.

## Lage
Die Kirche zu Burgau befindet sich südlich der Stadtmitte Jenas westlich der Saale und zentral gelegen im ehemaligen Dorf.

## Geschichte
Die Kirche in Burgau ist für das Jahr 1330 in einer Urkunde als Tochterkirche zu Lobeda genannt worden. Ebenso verweist man auf die Zugehörigkeit zur Pfarrei Lobeda.
Die heutige Kirche wurde zu Beginn des 18. Jahrhunderts unter mittelalterlichen Resten des Vorgängerbaus barock gestaltet. Friedrich von Kospoth war Bauherr dieses Gotteshauses. Der Bau begann 1701. Nach dem plötzlichen Tod des Bauherrn führte seine Frau den Bau weiter und 1703 erfolgte die Weihe. Seit dieser Zeit heißt die Kirche Heilige Dreifaltigkeit, was Inschriften an den Kirchenwänden belegen.

## Zur Kirche

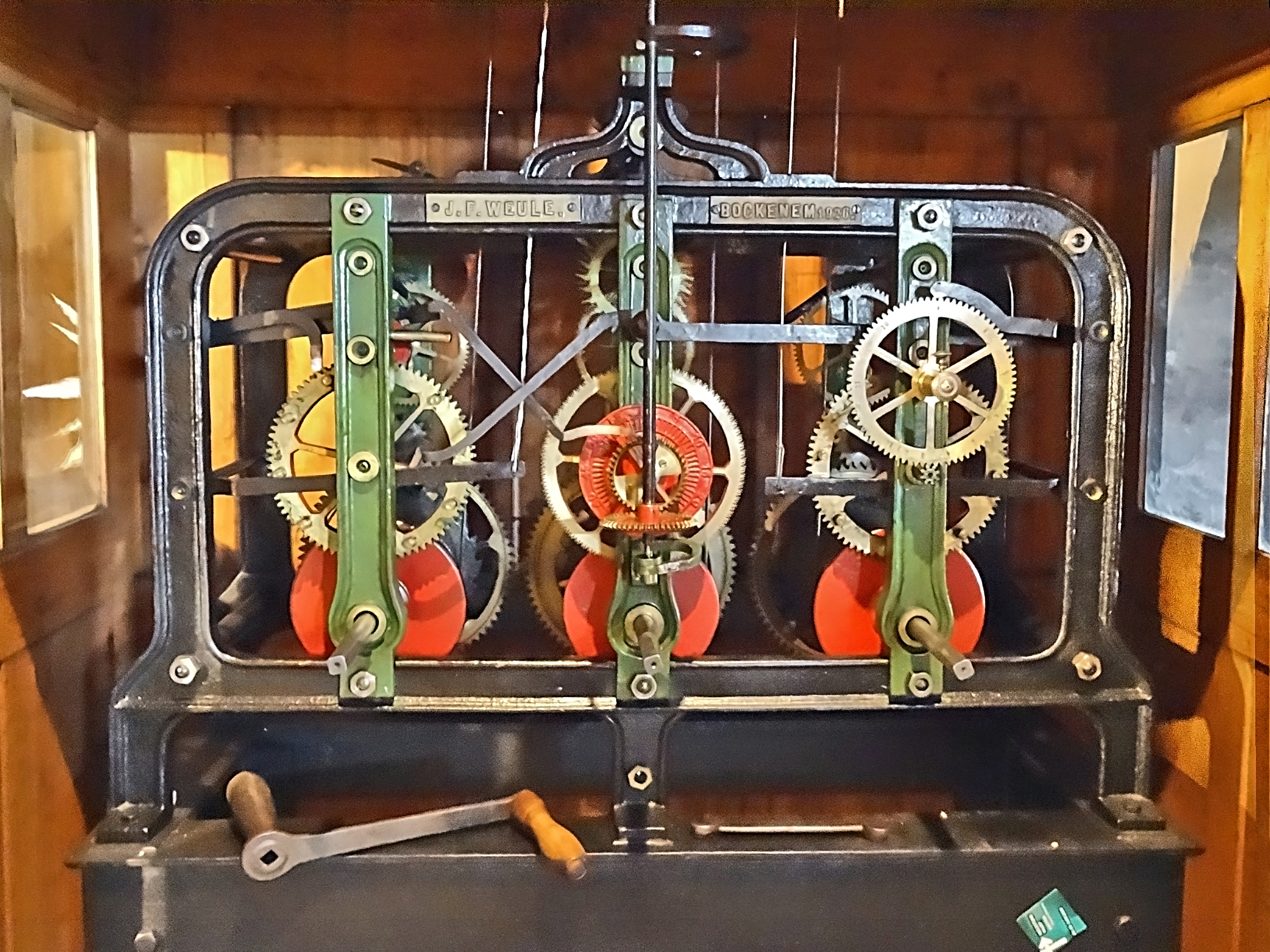
Weule-Turmuhr

Das Langhaus ist 9 Meter breit und 16 Meter lang. Das Chorrechteck trägt über sich den viereckigen Chorturm. Es folgt eine Schweifkuppel mit Laterne. Die Turmuhr wurde 1926 von J. F. Weule erschaffen.
Die Dreifaltigkeitskirche Burgau wird seit dem Jahr 2006 schrittweise saniert und restauriert.
Ausführlich zur Kirchengeschichte: Paul Lehfeldt, Großherzogthum Sachsen-Weimar-Eisenach: Verwaltungsbezirk Apolda. Jena: Fischer, 1892, S. 20 ff.

## Innen
Innen befinden sich dreiseitige Holzemporen mit kräftigen Säulen und korinthischen Kapitellen. Die Emporenbrüstung gliedert sich durch Gesimse und Säulenportamente. Das untere Emporengeschoss wurde 1800 an der Westseite verbreitert, um die Orgel einzubauen. An der Nordwand befindet sich das Wappen der Familie Cospoth. Der Stifter wurde 1701 hier bestattet und dann unter dem Altar in einer Gruft beigesetzt.

## Poppe-Orgel

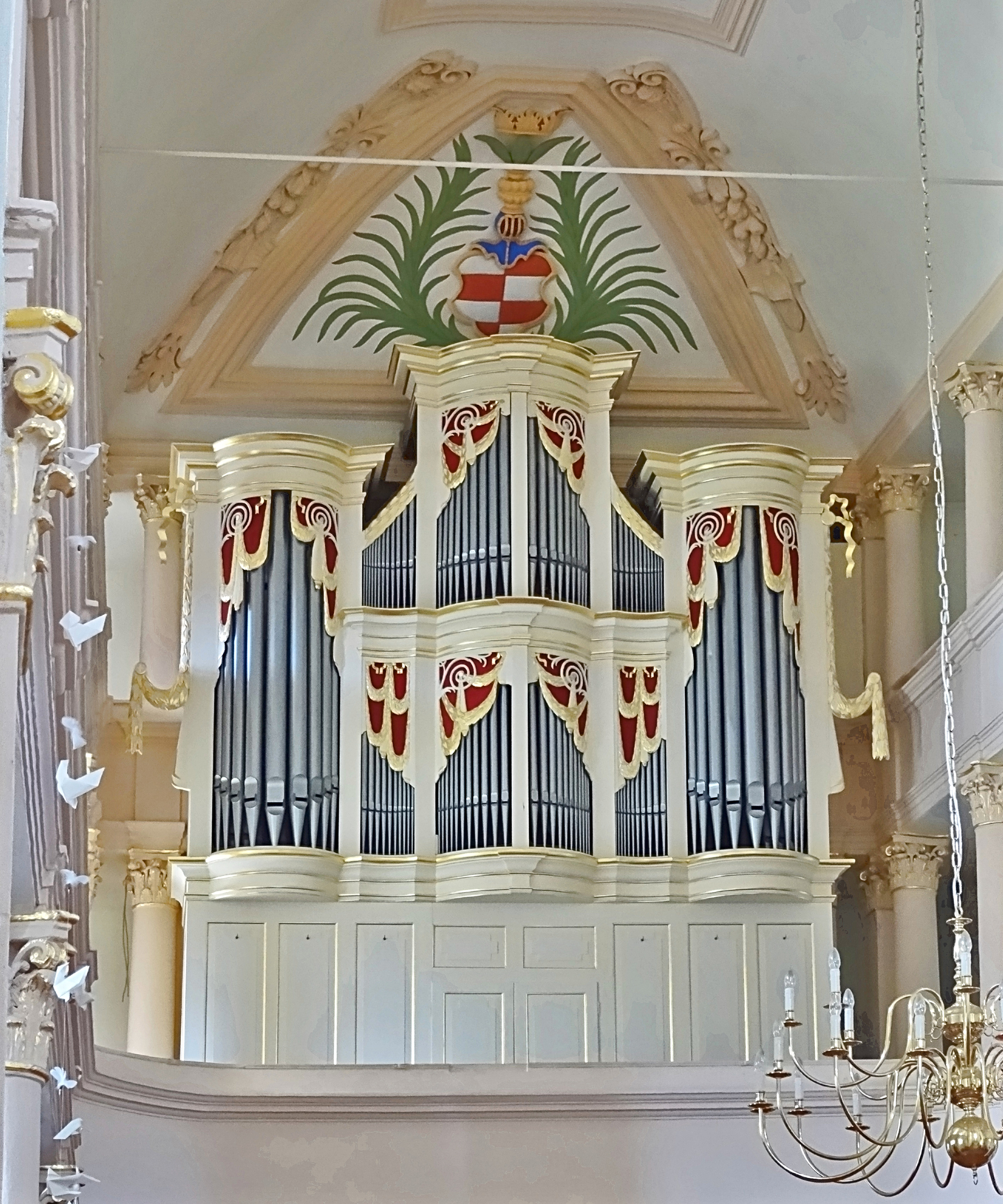
Poppe-Orgel

Die Orgel schuf im Jahr 1796 Christian Friedrich Poppe. Sie hat zwei Manuale, Pedal sowie 19 Register, aktuell (Mai 2021) ist sie nicht spielbar. Ihre Restaurierung ist geplant, der Generalauftrag erhielt die Orgelwerkstatt Wegscheider in Dresden (geschätzter Kostenaufwand: 350.000 Euro; davon sind 40.000 Euro bislang an Spenden zusammengekommen). 
Für die Übergangszeit soll eine kleine Siewert-Orgel angeschafft werden. Bislang gab es dreimal den „Burgauer Orgelbau-Tag“, bei denen Freiwillige Aufräum-Arbeiten an und um die Orgel erledigten.

## Ausstattung
- ein Taufstein aus dem Jahr 1798
- ein spätbarocker Kanzelaltar mit Säulen und Schnitzfiguren – Moses und Johannes der Täufer sowie florales Schnitzwerk – Auferstandener Christus
- einst kniender jetzt hängender Taufengel
- zwei spätbarocke Grabsteine – Pfarrer Michael Zeidler und Gattin
- Epitaph für Friedrich von Cospoth, Patronats- und Bauherr der Kirche

## Sonstiges Baugeschehen

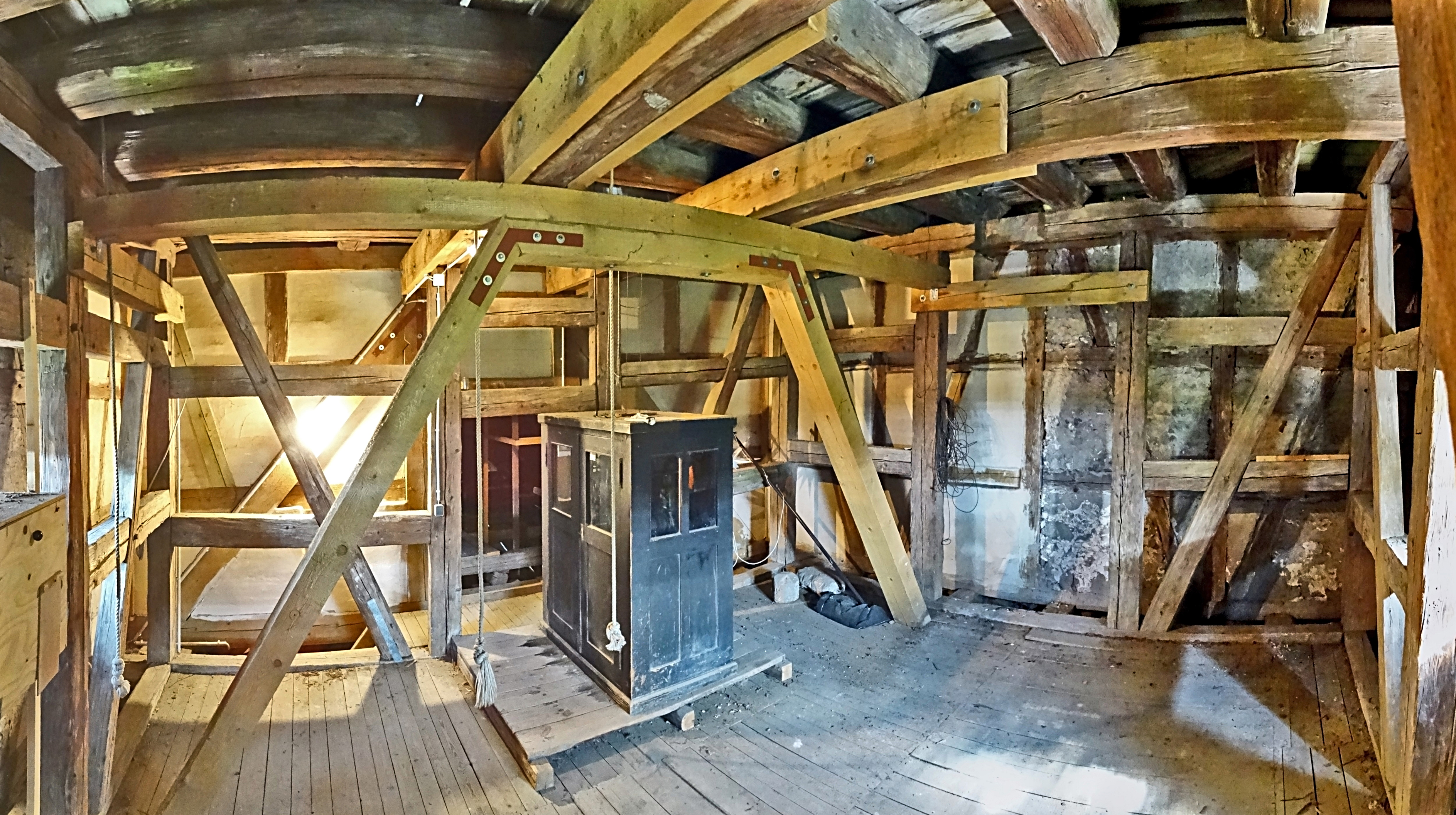
Restaurierte Turmuhrenstube

- 1968 Dachneueindeckung und neue Dachform
- 1992 Turmhaube abgenommen
- 1994 Turmhaube instand gesetzt und aufgebracht[1]